# Persoonlijkheidsleer

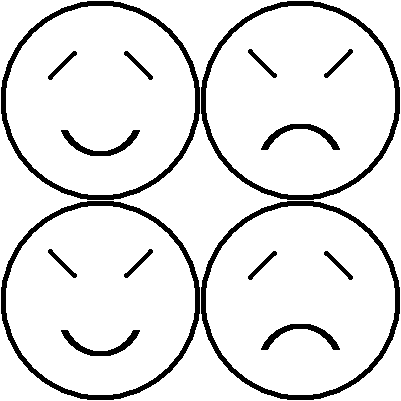
De vier temperamenten volgens de klassieke leer

De persoonlijkheidsleer is de studie van de verschillen en overeenkomsten in persoonlijkheid tussen mensen, waarin persoonlijkheid inhoudt hoe het individu zich gedraagt ten opzichte van zijn sociale omgeving, andere mensen en in verschillende situaties. De persoonlijkheidsleer probeert tot een allesomvattende theorie te komen die het gedrag van mensen kan voorspellen in verschillende situaties, maar tot op heden is dit niet of nauwelijks gelukt.

## Stromingen
In de geschiedenis van de psychologie zijn er diverse systemen ontwikkeld om de persoonlijkheid te beschrijven. De oude Grieken stelden dat er vier persoonlijkheden of temperamenten waren die bepaald werden door de humores, de lichaamssappen. Deze theorie heeft tot in de late middeleeuwen veel invloed gehad. Deze oude opvatting heeft een aantal moderne  psychologen geïnspireerd tot een moderne persoonlijkheidstypologie, terwijl anderen deze benadering radicaal verwierpen. Hieronder een kort overzicht.

### Psychoanalytische benadering

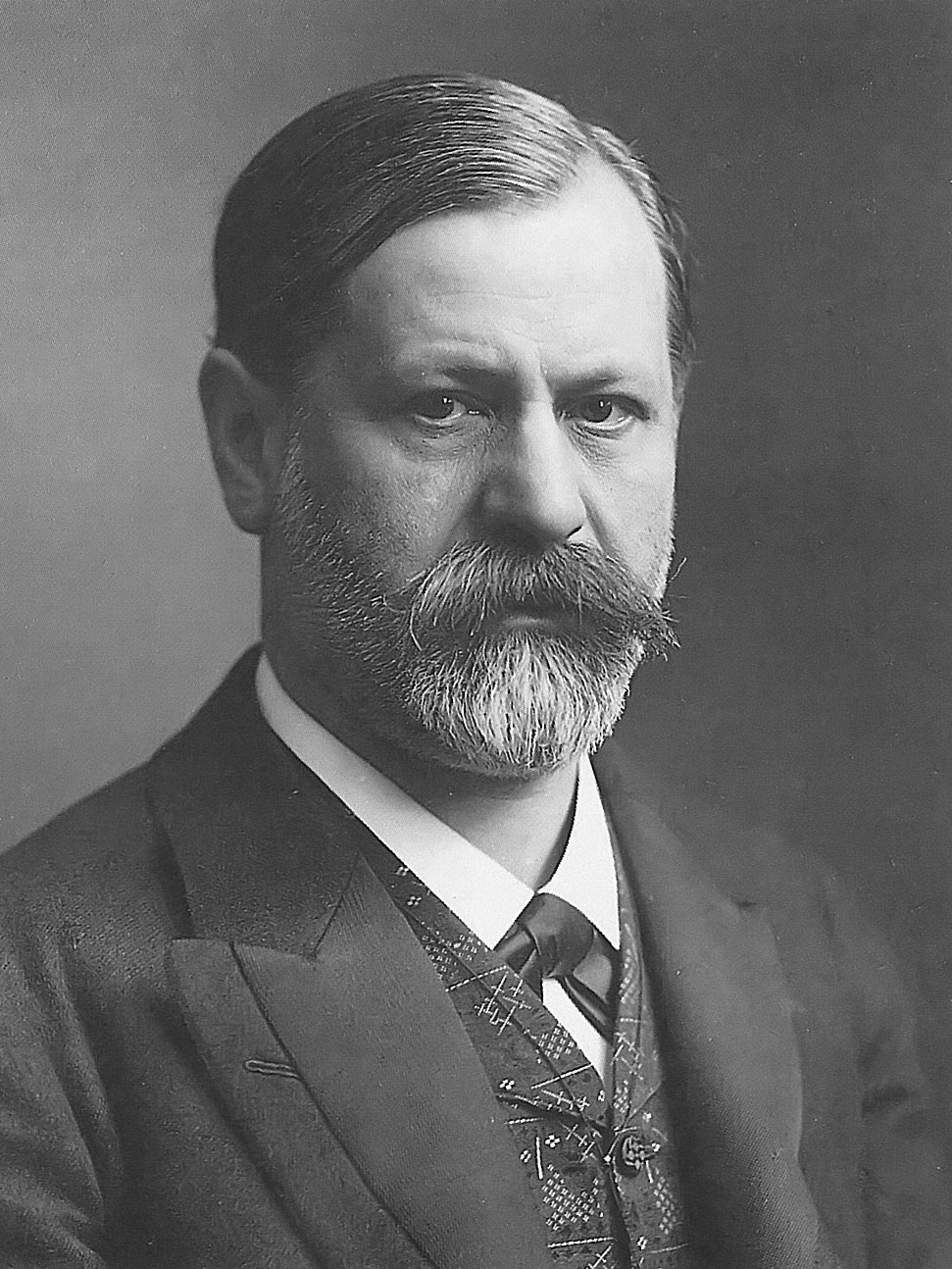
Sigmund Freud, foto genomen rond 1905

Freud heeft zich met zijn  psychoanalytisch perspectief wel laten inspireren door de oude Grieken. Deze benadering stelt dat persoonlijkheid voortkomt uit een strijd van het hedonistische id en het superego met het reële ego. De persoonlijkheid speelt zich gedeeltelijk af in het onderbewuste, waar het id de scepter zwaait en de oerdriften probeert door te drukken naar het bewuste. Als het ego dit niet goed kan beheersen en niet (gedeeltelijk) toegeeft aan de lusten van het id, zal zich dat in verschillende persoonlijkheidsstoornissen uiten. Het ego kan, om zich te verdedigen tegen de oerkracht van het id, gebruikmaken van verschillende afweermechanismen. Het ego moet een goede verhouding vinden tussen de wil van het id en het superego, dat de normen en waarden behelst en de doelen in de toekomst vaststelt.
Carl Jung en Alfred Adler zijn verder ingegaan op de verschillende fasen van ontwikkeling van Freud en hebben de psychoanalytische benadering doorontwikkeld tot de neoanalytische benadering. In elke ontwikkelingsfase kan fixatie optreden, wat op latere leeftijd de verklaring kan zijn voor psychologische stoornissen. Een beknopt overzicht van de fasen:
- De orale fase, van waaruit angststoornissen verklaard worden
- De anale fase, die verklaart hoe mensen neurosen en faalangsten krijgen.
- De fallische fase, waarin het oedipuscomplex of elektracomplex opgelopen kan worden en jongens castratieangst voor de vader ontwikkelen.
- De latente fase, waarin het kind zich ontwikkelt naar volwassene.
- De genitale fase, waarin alle andere fases nog een keer worden doorlopen en waarin de stoornissen zich tot uiting brengen.

Om persoonlijkheid te meten, gebruikt een psychoanalyticus methoden als introspectie en apperceptieve testen. Ook de vrije associatie is en was een veelgebruikte methode om na te gaan wat voor persoonlijkheid iemand heeft. 
Een belangrijke en interessante visie op het id is dat die vergeleken kan worden met het menselijk genoom, wat ook de oerdriften van een mens behelst. Deze visie maakt de psychoanalyse gedeeltelijk biologisch. Verder kan, in deze visie, het Superego vergelijken worden met de frontale kwab waarin het geweten huist.

Het functiekruis van Jung met de vier functies: intuïtie (boven) tegenover gewaarwording (beneden), denken (links) tegenover voelen (rechts)

### Persoonlijkheidstypen van Jung
Carl Gustav Jung was de eerste die een moderne typologie van de persoonlijkheid opstelde. Hij stelde dat er vier psychologische functies zijn: denken, voelen, gewaarwording en intuïtie. Denken en voelen zijn hierbij de rationele functies, en gewaarwording en intuïtie de irrationele functies. Deze vier functies combineerde hij met de twee fundamentele houdingen introversie en extraversie. Door combinatie van deze vier functies en twee houdingen ontstaan dus in totaal acht mogelijke persoonlijkheidstypen:
1. het extraverte denktype
2. het introverte denktype
3. het extraverte gevoelstype
4. het introverte gevoelstype
5. het extraverte gewaarwordingstype
6. het introverte gewaarwordingstype
7. het extraverte intuïtieve type
8. het introverte intuïtieve type

In het functiekruis, een soort diagram, staan denken en voelen tegenover elkaar, evenals gewaarworden en intuïtie. Volgens Jung zal steeds een van de vier functies dominant (superieur) zijn in de persoonlijkheid en de tegenovergestelde inferieur. In een lezing gaf hij zelf het voorbeeld van de manier waarop intuïtieve mensen naar de dingen kijken tegenover mensen die heel zintuiglijk zijn ingesteld. Je kunt, zo zegt hij, niet tegelijk nauwkeurig kijken (gewaarworden als superieure functie) en het beeld in zijn totaliteit beschouwen door er als het ware langs te kijken en in je op te nemen (intuïtie als superieure functie). Net zo zal iemand met een goed verstand over alles goed nadenken, maar het voelen - nodig bij sociaal verkeer en gevoelssituaties -  zal bij zo iemand minder goed functioneren omdat het de inferieure functie is. Het denken is dan hooggedifferentieerd en het voelen laaggedifferentieerd.

### Myers-Briggs typeindicator
De Myers-Briggs typeindicator (MBTI) is een systematiek om de verschillen in persoonlijkheid van mensen te classificeren. Het model is ontwikkeld door Katharine Cook Briggs en haar dochter, Isabel Briggs Myers op basis van theorieën van Jung. MBTI gaat uit van de voorkeuren van een persoon op vier dichotomieën met elk twee polen. Op deze manier kunnen zestien types onderscheiden worden. De wetenschappelijke onderbouwing van het instrument ontbreekt grotendeels en sluit niet aan bij wetenschappelijk onderbouwde benaderingen als de big five.

### Dispositionele benadering
De dispositionele of trekken-benadering heeft de wortels in de late 19e eeuw, toen Alfred Binet voor het eerst op grote schaal persoonlijkheidstests ontwikkelde en afnam. Raymond Cattel kwam ook rond die tijd met 16 persoonlijkheidstrekken of traits waarop elke mens zou kunnen scoren en wat de persoonlijkheid in zou houden. Hij kwam op deze 16 trekken door middel van een statistische methode, de factoranalyse, waarbij hij keek naar de correlaties tussen verschillende kenmerken of karaktertrekken als warm, aardig en koel, die mensen gebruiken als ze andere mensen omschrijven en waarbij hij uitkwam op 16 supertraits of dimensies waaronder alle andere karaktertrekken genoemd zouden kunnen worden. Later onderzoek heeft opgeleverd dat er ook binnen deze 16 dimensies weer onderlinge correlationele verbanden liggen. 

#### Big five
Een moderne theorie die daar uit is voortgekomen, en die ook empirisch ondersteund wordt, is de big five. Deze theorie stelt dat er vijf grote, onafhankelijke dimensies zijn van persoonlijkheidstrekken waarop mensen van elkaar verschillen of juist met elkaar kunnen worden vergeleken. Elke dimensie heeft een eigen tegenpool en iemand scoort dan ook hoog op het een en laag op de tegenpool, of omgekeerd. Deze dimensies met tegenpool en enkele voorbeelden zijn:
- Neuroticisme tegenover interne stabiliteit (het kunnen omgaan met tegenslag, stabiele emoties)
- Extraversie tegenover introversie (het kunnen spreken in het openbaar, omgang met andere mensen)
- Openheid  (hoe staat men tegenover nieuwe dingen, creativiteit, intelligentie. deze heeft geen echt benoembare tegenpool).
- Consciëntieusheid tegenover laksheid (plannen, motivatie)
- Vriendelijkheid tegenover onaangenaamheid (vriendelijkheid, overeenstemming)

De revised NEO personality inventory (NEO PI-R) is de gold standard om de vijf dimensies te bepalen. Daarbij staat NEO voor de domeinen neuroticism, extraversion en openness, waaraan agreeableness en conscientiousness werden toegevoegd. Door de lexicale achtergrond – gebaseerd op het voorkomen van woorden die betrekking hebben op persoonlijkheidstrekken – zijn die benamingen niet voor elke taal gelijk en brengt een directe vertaling risico met zich mee van gedeeltelijke begripsverandering. Er zijn dan ook verschillende vertalingen.
| Domeinen | neuroticisme (emotionele stabiliteit) | extraversie   | openheid (intellectuele autonomie) | altruïsme (mildheid) | consciëntieusheid (ordelijkheid) |
| -------- | ------------------------------------- | ------------- | ---------------------------------- | -------------------- | -------------------------------- |
| Facetten | angst                                 | hartelijkheid | fantasie                           | vertrouwen           | doelmatigheid                    |
| Facetten | ergernis                              | sociabiliteit | esthetiek                          | oprechtheid          | ordelijkheid                     |
| Facetten | depressie                             | dominantie    | gevoelens                          | zorgzaamheid         | betrouwbaarheid                  |
| Facetten | schaamte                              | energie       | veranderingen                      | inschikkelijkheid    | ambitie                          |
| Facetten | impulsiviteit                         | avonturisme   | ideeën                             | bescheidenheid       | zelfdiscipline                   |
| Facetten | kwetsbaarheid                         | vrolijkheid   | waarden                            | medeleven            | bedachtzaamheid                  |
| Factoren | IV                                    | I             | V                                  | II                   | III                              |

#### Situationisme
De big five is echter nog niet perfect, omdat het uitgaat van een persoonlijkheid die stabiel is in verschillende situaties en voorspellend is voor nieuwe situaties. Dit blijkt in de praktijk niet zo te zijn. Een extreme tegenhanger van de trait-aanpak is het situationisme, dat uitgaat van het feit dat de situatie volledig bepalend is voor gedrag en dat hetzelfde gedrag niet gemeten kan worden in verschillende situaties. Tegenwoordig hangen de meeste psychologen toch een combinatie aan, het interactionisme, dat uitgaat van het feit dat een persoonlijkheid gedeeltelijk gedrag verklaart en dat de situatie een ander deel bepaalt. De big five is een voor veel mensen toegankelijke theorie, wat ook een deel van de populariteit verklaart.
De big five wordt ook veel gebruikt bij bijvoorbeeld sollicitatieprocedures, om te kijken of iemand geschikt zou zijn voor een baan. Een veelgebruikte test hiervoor is de NEO-PI, waarbij NEO staat voor de eerste 3 van de 5 dimensies. Kritiek hierop is dan ook dat de test een momentopname is en niet voorspelt hoe echt gedrag in echte situaties is.

### Biologische benadering
De biologische benadering gaat ervan uit dat de basis voor persoonlijkheid terug te vinden is in de hersenen, werking van neurotransmitters (bijvoorbeeld dopamine en aangeboren) eigenschappen. Zo is er veel onderzoek gedaan naar de biologische basis van eigenschappen als affectieve stijl, emotionele stabiliteit en introversie-extraversie. De biologische benaderingen bedienen zich van neurobiologisch onderzoek als fMRI en EEG, in combinatie met vragenlijsten om persoonlijkheid te meten. Een belangrijke aspect vormt ook de gedragsgenetica, dus het onderzoek naar de erfelijke bepaaldheid van individuele verschillen in persoonlijkheidseigenschappen en menselijk gedrag.

#### Neuroticisme-extraversie

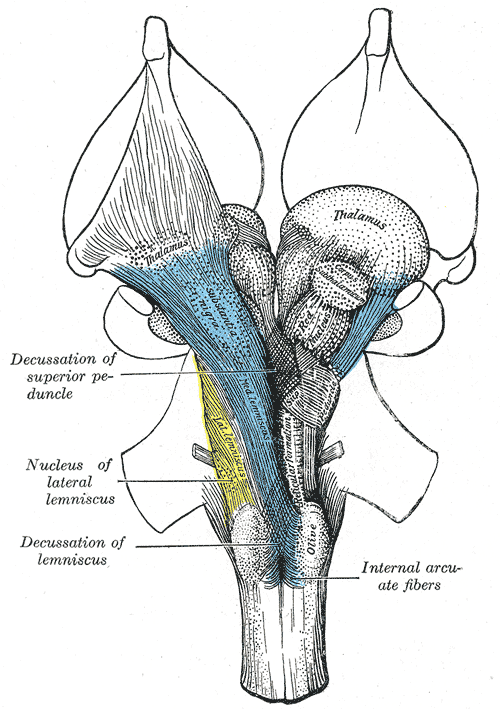
Doorsnede van de hersenstam, met in het midden het reticulaire activatiesysteem, ofwel (A)RAS

Hans Eysenck heeft in eerste instantie een dispositionele benadering ontwikkeld, waarbij hij uitgaat van twee of drie dimensies, namelijk neuroticisme en extraversie en als derde dimensie nog psychoticisme, hoewel deze laatste dimensie niet wijdverbreid is. Hij heeft zich ook laten inspireren door de oude Grieken, die de vier karaktertrekken onderscheidden door te veel of tekort aan lichaamsvloeistoffen. De eerste twee karaktertrekken lijken dan ook op de twee dimensies van Eysenck. Zijn PEN-theorie is echter ook onder te brengen bij de biologische benaderingen, omdat hij verschillende lichaamsprocessen aan zijn dimensies heeft gekoppeld.
Eysenck stelt dat mensen die laag op zijn dimensie extraversie scoren, introvert zijn, minder dominant en minder snel het middelpunt van de belangstelling zijn op sociale gelegenheden. Hij stelt dat iedereen verschilt op een zeker uitgangsniveau van geagiteerdheid in het hersengebied, het ascenderende reticulaire activatiesysteem (ARAS), en iedereen heeft een optimum voor de activatie in dit hersendeel om goed te kunnen functioneren. Tijdens slaap is de ARAS bijna niet geactiveerd en tijdens een parachutesprong heel erg. Hoe sneller iemand veel activatie heeft in zijn ARAS, hoe lager deze scoort op extraversie. Mensen met een lage score op extraversie zijn sneller voldaan in hun behoefte naar opwinding.
Empirisch bewijs voor dit gedeelte van Eysencks theorie is te vinden bij de wet van Yerkes-Dodson; mensen die introvert zijn hebben minder stress nodig om optimaal te functioneren, en andersom. Bovendien is het aangetoond dat thrillseekers, mensen die het gevaar opzoeken, bungeejumpen, parachutesprongen maken en andere extreme sporten beoefenen, vaker extravert zijn.
Voor neuroticisme zoekt Eysenck een soortgelijke verklaring, maar dan in de hersendelen die verantwoordelijk zijn voor de emotieregulatie van de mens. Hiervoor is minder empirisch bewijs gevonden.

#### BIS/BAS-theorie
De BIS/BAS-theorie (BIS, behaviour inhibition system, gedragsvermijdingssysteem, BAS, behaviour approach system, gedragsbenaderingssysteem) van Gray is gedeeltelijk gestoeld op de belonings- en strafcentra in de hersenen. Doelen of incentives waarnaar gestreefd wordt, zullen worden beloond door de BAS en deze doelen zullen vervolgens vaker nagestreefd worden. De BIS zorgt dat er gestraft en operant geconditioneerd wordt bij zaken die vermeden moeten worden. De persoonlijkheidstheorie schuilt in de gevoeligheid van deze twee systemen. Mensen die impulsief zijn, hebben een hoge BAS en een lage BIS. Mensen die een aanleg voor angst hebben, hebben juist een hoge BIS en een lage BAS.
Empirische ondersteuning voor de BIS/BAS-theorie ligt in het feit dat mensen inderdaad een soort beloningssysteem hebben, namelijk de dopamine-paden in de hersenen. Dopamine is de neurotransmitter waarmee de hersenen belonen en die een gelukkig gevoel veroorzaken. Verder zou serotonine een rol spelen als BIS, maar hier bestaat wat onenigheid over onder de wetenschappers. Verder zou een BIS-systeem kunnen liggen in de rechter frontale kwab, want daar is een verhoogde activiteit gemeten met fMRI terwijl mensen angst of afschuw ervoeren.
Een derde systeem, het sensatiebenaderingssysteem, is voorgesteld door de psycholoog Marvin Zuckerman. Hij stelt als hersensysteem de neurotransmitter MAO (MonoAmine Oxidase) te gebruiken. MAO reguleert andere neurotransmitters in de hersenen en zorgt er vermoedelijk voor dat mensen sensatie opzoeken of juist uit de weg gaan. Hiervoor is ook enig empirisch bewijs verzameld in de vorm van onderzoeken naar thrillseekers.

#### Overlapping tussen theorieën

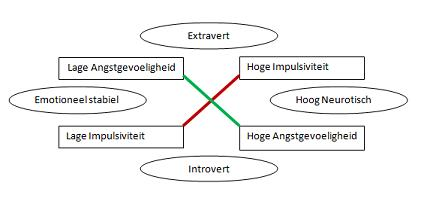
Verhouding van Eysenk en Gray. De rode lijn drukt BAS uit, de groene lijn BIS

De BIS/BAS-theorie en Eysencks theorie kunnen gecombineerd worden, waarbij hoge neurotische score een combinatie is van een hoge BIS en hoge BAS, etc. Zie voor een overzicht van de combinaties de figuur hiernaast.

### Cognitieve benaderingen
Een aantal psychologen heeft beredeneerd dat hoewel de voorgaande verklaringen mooie oplossingen bieden voor persoonlijkheid, ze toch niet helemaal tot in de kern doordringen. Hierop zijn de cognitieve benaderingen ontstaan. De meest uitgewerkte theorieën die het cognitieve vlak betrekken zijn de persoonlijke constructtheorie van George Kelly, de beheersingsoriëntatietheorie, voor het eerst benoemd door Julian Rotter, en de eigeneffectiviteitstheorie van Albert Bandura. Elke theorie heeft haar eigen methode om persoonlijkheid te testen.

#### Persoonlijke constructtheorie
De persoonlijke constructtheorie (PCT) gaat ervan uit dat iedereen als een soort wetenschapper in het leven staat en net als wetenschappers de sociale wereld om zich heen wil verklaren. De verklaringen die hiervoor gegeven worden, zijn ingesloten in constructen. Een voorbeeld van een construct is slim. Elk construct is volgens Kelly bipolair, dat betekent dat de tegenpool in het voorbeeld niet-slim of dom is. Omdat mensen over het algemeen niet zwart-witdenken, maar in heel veel verschillende nuances, heeft Kelly een hiërarchisch systeem bedacht waarin meest basale constructen, of het fenomeen wat beschreven wordt bovenaan staat, die weer onderverdeeld zijn in andere (bipolaire) constructen en die zijn weer onderverdeeld in andere (bipolaire) constructen, etc., tot de zeer fijne nuances bereikt worden waarin mensen hun sociale omgeving beschrijven. De persoonlijkheid van een persoon zit hem in het verschil hoe deze de sociale wereld heeft opgebouwd uit constructen en dit is voor niemand hetzelfde. De meest gebruikte constructen binnen een construct-systeem, een verzameling constructen voor een fenomeen of persoon, zijn typerend voor dit systeem en zullen als eerste naar boven komen als ernaar gevraagd wordt.
De PCT verklaart ook hoe mensen met elkaar kunnen opschieten. Zodra iemand een band krijgt met iemand anders, hoe simpel deze band ook is, bijvoorbeeld een eerste gesprek, wisselen mensen hun constructen uit en proberen ze deze te matchen met hun eigen constructen. Lukt dit goed, dan kunnen de twee mensen goed met elkaar opschieten. Het kan ook zijn dat iemand zijn eigen constructen aanpast op de constructen die hij van de ander krijgt. Angst wordt in de PCT uitgelegd als een situatie waarin de constructen van iemand niet voldoende zijn om de situatie te verklaren en falen met de buitenwereld. Dit levert de angst op.

##### REP-test
De PCT maakt gebruik van de repertory-test om constructen te meten en zo iemands persoonlijkheid te beschrijven. Hierbij moet iemand van verschillende personen zijn constructsysteem beschrijven en ook het tegenovergestelde beschrijven tot in de details. Op deze manier krijgt de therapeut een overzicht hoe iemands persoonlijkheid eruitziet.

#### Beheersingsoriëntatie
De beheersingsoriëntatietheorie (Engels: locus of control) heeft eigenlijk maar twee eigenschappen die persoonlijkheid bepalen, namelijk een interne en externe beheersingsoriëntatie. Als iemand een meer interne beheersingsoriëntatie heeft, dan verklaart deze persoon de dingen die om hem heen gebeuren, en dingen die lukken en mislukken aan de hand van zijn eigen acties, die veranderbaar zijn en in de eigen macht liggen. Een externe beheersingsoriëntatie betekent dat iemand de dingen die hij meemaakt aan de buitenwereld wijt, een hogere macht of andere mensen. Iemand met een externe beheersingsoriëntatie zal vaak zijn fouten aan oorzaken toeschrijven die buiten zijn macht liggen.
Een latere toevoeging op de beheersingsoriëntatietheorie is of de beheersingsoriëntatie globaal of specifiek is. Dit houdt in dat het over iedereen geldt (globaal), of alleen deze keer alleen voor die ene persoon is (specifiek). De externe en interne beheersingsoriëntatie kan zo genuanceerd worden. Tevens hebben latere psychologen nog een stabiliteitsfactor bepaald, of de beheersingsoriëntatie te veranderen is (instabiel), of dat er niks aan te doen is en het altijd zo zal blijven (stabiel).
Voorbeeld: Iemand heeft zijn autorijexamen niet gehaald. Deze persoon zegt dat het door de examinator komt, dat de examinator altijd iedereen laat zakken en dat het de volgende keer wel zal lukken, omdat hij dan een andere examinator heeft. Dit betekent dat zijn beheersingsoriëntatie extern is, globaal en instabiel, het is tenslotte de volgende keer anders.
De beheersingsoriëntatietheorie kan persoonlijkheid niet echt meten aan de hand van tests, maar dit moet vooral gedaan worden door observatie.